# キーロン・フリーマン
キーロン・フリーマン（Kieron Freeman, 1992年3月21日 - ）は、イングランド・ノッティンガム出身でウェールズのサッカー選手。スウォンジー・シティAFC所属。ポジションはディフェンダー。

## 経歴
2011年8月22日にプロデビュー。11月4日にはマンスフィールド・タウンFCに期限付き移籍した。
2012年8月22日、ダービー・カウンティFCに移籍した。
2015年1月23日、シェフィールド・ユナイテッドFCに2年半契約で移籍した。
2021年1月7日、スウィンドン・タウンFCにシーズン終了までの契約で移籍した。
2021年2月1日、スウォンジー・シティAFCに移籍した。